# 日立市立日高小学校
日立市立日高小学校（ひたちしりつひたかしょうがっこう）は、茨城県日立市日高町2-12-1にある日立市立小学校。

## 概要
日高小学校は、1977年4月に田尻小学校を分離した。将来的には、田尻小学校の一部（日高中学区）との統合が検討されている。

## 沿革

### 年表
- 1873年8月2日 - 学制発布。田尻村台に「発蒙舎（はつもうしゃ）」の名で創立[6][7]。
- 1889年4月1日 - 日高村立日高尋常小学校となる[6]。
- 1910年9月10日 - 校舎を増新築。この日を創立記念日とする[6]。
- 1947年4月1日 - 新学制実施。日高村立日高小学校となる[6]。
- 1955年2月15日 - 日高村と日立市が合併。日立市立日高小学校となる[6][8]。
- 1961年11月19日 - 校章・校歌制定[6]。
- 1970年4月24日 - 現在地に移転[6]。
- 1976年5月1日 - 茨城県内で最大校となる[6]。
- 2004年11月18日 - 全国学校体育研究優良校となる[6]。
- 2015年度 - 外国語活動指導法研究推進校に指定[9]。
- 2018 - 2021年度 - 日高小学校校舎改築事業[10]。
- 2019 - 2021年度 - 授業力ブラッシュアップ研修重点校（国語） 令和3年度発表校に指定[11][12]。
- 2020年12月25日 - 新校舎が完成[13]。
- 2022年度 - 新規採用教員（特別支援学校）協力校に指定[14]。
- 2023年
  - 1月30日 - 令和4年度体力つくり奨励賞を受賞[6][15]。
  - 4月15日 - 新校舎が第36回茨城県建築文化賞・茨城県議会議長賞（優秀賞）を受賞[16][17]。
- 2024年度 - 授業力パワーアップ訪問校（算数）に指定[18]。

## 教育方針
（出典：）
教育目標
夢を持ち 心豊かに たくましく生きる 日高っ子の育成
学校経営の基本方針
～一人一人を「ひかりの子ども」にするために～
- たくましく生きるための知識（基礎・基本）
- 自分自身と約束できる力（自主・自律）
- 挑戦しようとする態度（自己有用感）

## 通学区域
（出典：）
- 日立市小木津町
- 日立市日高町

## 進学先中学校
- 日立市立日高中学校

## 学区内の主な施設
- 日立市役所日高支所
- 日高交流センター
- 北部消防署
- 小木津山自然公園